# Arnaud de Pontac
Arnaud de Pontac, né vers 1530 mort  le  4  février 1605,  est un évêque français du XVIe siècle et du début du XVIIe siècle.

## Biographie
Il est issu de la famille de Pontac de la noblesse de Bordeaux. Son père Jean de Pontac  est greffier en chef du parlement de Bordeaux. Il est le fondateur du domaine viticole du château Haut-Brion, seigneur de Haut-Brion et de Bisqueytan.
Arnaud de  Pontac cultive la connaissance des langues orientales. Il est nommé évêque de Bazas en 1572. Puis, il est élu doyen du chapitre de Saint-Émilion en  1580. Il admire le théologien illustre Pierre Charron, qui séjourne beaucoup à Bazas. On a de lui des Commentaires sur le propphète Abdias, des Notes sur Eusébe, un Traité contre du Plessis-Mornay. Il collabora avec Gilbert Génébrard à une Chronographia qui eut plusieurs éditions à partir de 1566. 
L'évéque ouvre un concile à  Monségur en 1579.  On lui doit le décor intérieur, les bas-reliefs et beaucoup d'ornements de la  cathédrale après les destructions opérées par les protestants. Par son testament, du 8 novembre 1603, il a légué 12,000 écus pour achever la cathédrale de Bazas.

## Armoiries
Les armoiries de la famille de Pontac sont :
- Ecu : De gueules, au pont à cinq arches d'argent, sur une rivière du même, ondée (ou ombrée) d'azur, supportant deux tours aussi d'argent[2] (alias : accompagné en chef d'une étoile fleurdelysée d'or[3])
- Supports : 2 lions
- Manteau de Président à mortier

## Source
- (en) Catholic-Hierarchy.org Arnaud de Pontac